# Rochedo
Rochedo là một đô thị thuộc bang Mato Grosso do Sul, Brasil. Đô thị này có diện tích 1560,647 km², dân số năm 2007 là 4327 người, mật độ 2,77 người/km².